# Даваллиевые
Даваллиевые (лат. Davalliaceae) — семейство папоротников порядка Многоножковые (Polypodiales).

## Ботаническое описание
Многолетние травянистые растения. Корневища длинные ползучие. Имеют диктиостелу, дорсивентральны и покрыты чешуей. Старые листья опадают вместе с основаниями листьев. Некоторые виды сбрасывают листья с наступлением засушливого периода и в таком виде ожидают начала дождей. От одной до четырех листовых пластинок обычно  перисторассечённые, редко неразделенные. Стерильные и фертильные листья имеют одинаковую форму (мономорфные). Жилки заканчиваются свободно, ветвятся вильчато или перисто.
Сорус находятся на нижней стороне листьев, близко к краю листа (инфрамаргинальные) или чётко отделены от края, круглые с чашеобразной, почкообразной или лунообразной формой. Спорангии имеют трёхрядную, длинную ножку. Кольцо вертикальное. Споры эллипсоидные, монолетические (одно рыльце), от жёлтого до коричневого цвета.
Гаметофит зелёный, сердцевидный.
Число хромосом x = 40.

## Распространение и экология
Родом из тропических и субтропических регионов Тихого океана, Австралии, Азии и Африки. Растения обычно эпифитные, иногда литофитные или наземные.

## Роды
Семейство включает в себя 2 рода:
- Davallia Sm. — Даваллия
- Davallodes E.B. Copeland